# 泥沼
| ウィキペディアには「泥沼」という見出しの百科事典記事はありません（タイトルに「泥沼」を含むページの一覧/「泥沼」で始まるページの一覧）。 代わりにウィクショナリーのページ「泥沼」が役に立つかもしれません。 |